# Saison 1989-1990 du Raja Club Athletic
Maillots
Chronologie
Saison précédente Saison suivante
La saison 1989-1990 du Raja Club Athletic est la 41e de l'histoire du club depuis sa fondation le 20 mars 1949. Elle débute alors que les Verts ont terminé le championnat en neuvième position lors de la saison précédente.
Au titre de cette saison, le Raja CA est engagé dans quatre compétitions officielles: le Championnat, la Coupe du Trône, la Coupe des clubs champions 1989 et la Coupe des clubs champions 1990.
Le titre de meilleur buteur de la saison est partagé par quatre joueurs qui ont inscrit chacun 7 buts toutes compétitions confondues: Fathi Jamal, Bouazza Ouldmou, Salif Diagne et Rachid Jellab.

## Avant-saison

### Commission provisoire de Abdelhamid Souiri
Pendant l'été 1989, les adhérents choisissent Abdelhamid Souiri à la tête de la commission provisoire chargée de diriger le club jusqu'à la prochaine assemblée générale. Il succède à Abdelkader Retnani qui occupait cette fonction depuis le 11 décembre 1984.

### Élection de Mohamed Aouzal
Fin 1989, Mohamed Aouzal est élu président du Raja Club Athletic par l'assemblée générale élective.

### Préparation
Le technicien algérien Rabah Saâdane est maintenu à son poste d'entraîneur de l'équipe afin de disputer les quarts de finale de la Coupe des clubs champions africains prévus en septembre 1989 contre l'Interclub de Brazzaville, malgré une neuvième place en championnat et une élimination précoce de la Coupe du trône.
Le Raja effectue son camp de préparation à Chartres, ville française située à 90 kilomètres de Paris, où il joue quelques matchs amicaux pour se préparer pour la nouvelle saison.

#### Match amicaux
En janvier 1990, le Raja accueille les Girondins de Bordeaux au Stade Mohamed-V lors de la trêve hivernal du championnat, alors dauphins de Ligue 1 derrière l'Olympique de Marseille. Les Verts s'imposent grâce à un doublé du médian Mustapha Bark.
| Date       | Tour         | Adversaire            | Lieu                         | Score | Buteurs       |
| ---------- | ------------ | --------------------- | ---------------------------- | ----- | ------------- |
| 07/01/1990 | Match amical | Girondins de Bordeaux | Stade Mohammed-V, Casablanca | 2 - 1 | Mustapha Bark |

## Parrainage et sponsoring
En 1989, le Raja CA paraphe un grand contrat de sponsoring avec la Banque Marocaine d’Afrique et de l’Orient (BMAO) qui devient le sponsor officiel du club. Ce contrat va rapporter au club près de 6 millions de dirhams en quatre ans.
Il renouvelle en parallèle son contrat de parrainage avec l'Office d'exploitation des ports (ODEP; Marsa Maroc actuellement). En 1987, l'ODEP est devenu le parrain officiel du club qui bénéficie en contrepartie de 3 millions de dirhams par an. C'est le directeur-général de l'entreprise Mohamed Hassad qui a mené les négociations et a rejoint ensuite le comité directeur de Abdelkader Retnani.
Lors du début des années 1980, les pouvoirs publics et la FRMF ont instauré le système du parrainage qui offre la possibilité aux clubs de bénéficier du soutien financier de quelques grandes sociétés publiques à l'image de l'Office d'exploitation des ports, l'Office chérifien des phosphates, la Banque populaire, la Compagnie marocaine de navigation ou la Royal Air Maroc. Contrairement au sponsoring, les clubs ne sont pas tenus de faire la publicité de leurs parrains.

## Transferts

### Mercato d'été
Mohamed Nejmi joue sa dernière rencontre contre Hilal Nador le 19 avril 1989 et prend sa retraite en fin de saison 1988-1989 après 10 années de loyaux services. Il commence ensuite une seconde carrière au Raja où il sera appelé à faire partie de l'encadrement avec plusieurs responsabilités; responsable des jeunes, directeur technique, directeur sportif, entraîneur-adjoint ou entraîneur.
Le capitaine de la sélection algérienne Nacerdine Drid ne fait pas long feu et quitte à son tour le club après une saison.
| Joueur              | Poste             | Type de transfert      | Provenance/Destination | Division |
| ------------------- | ----------------- | ---------------------- | ---------------------- | -------- |
| Arrivées            |                   |                        |                        |          |
| Mustapha Bark       | Milieu de terrain | Transfert              | Kawkab de Marrakech    | Botola 1 |
| Rachid Jellab       | Attaquant         | Transfert              | -                      | -        |
| Félix               | Attaquant         | Transfert              | -                      | -        |
| Départs             |                   |                        |                        |          |
| Mohamed Nejmi       | Milieu de terrain | Retraite               | -                      | -        |
| Azzedine Rouhi      | Milieu de terrain | Résiliation de contrat | -                      | -        |
| Nacerdine Drid      | Gardien de but    | Transfert              | MC Oran                | Ligue 1  |
| Saidou Bah Bangoura | Attaquant         | Résiliation de contrat | -                      | -        |

### Mercato hivernal
Le mercato hivernal est marqué par le recrutement de Mohammed Sahil du Wydad AC, et l'arrivée du duo Sarrah Mensah et Aubrrey Koffe en provenance du Tonnerre de Yaoundé. Le premier est attaquant tandis que le deuxième occupe le poste d'arrière gauche. Les deux ghanéens ont séduit les dirigeants du Raja CA lorsqu'ils se sont rencontrés en demi finale de la Coupe des clubs champions africains le 22 octobre et le 5 novembre 1989.
Abdelhak Souadi fait son retour au club et signe un contrat d'une demi saison après trois ans et demi passées au KAA La Gantoise en Belgique, puis au FC Renens en Suisse. À la suite d'un conflit d'ordre financier avec Abdellatif Semlali, Mohammed Sahil ne reste qu'une centaine de jours au club avant le quitter.
| Joueur          | Poste             | Type de transfert | Provenance/Destination | Division                |
| --------------- | ----------------- | ----------------- | ---------------------- | ----------------------- |
| Arrivées        |                   |                   |                        |                         |
| Abdelhak Souadi | Milieu de terrain | Transfert         | FC Renens              | Championnat de 3D       |
| Mohammed Sahil  | Défenseur         | Transfert         | Wydad AC               | Botola 1                |
| Sarrah Mensah   | Défenseur         | Transfert         | Tonnerre de Yaoundé    | Championnat du Cameroun |
| Aubrrey Koffe   | Attaquant         | Transfert         | Tonnerre de Yaoundé    | Championnat du Cameroun |

## Botola
La Botola 1989-1990 est la 34e édition du championnat du Maroc de football sous l'égide de la Fédération royale marocaine de football. La division oppose seize clubs en une série de trente rencontres, chaque club se rencontrant à deux reprises. Le champion se qualifie pour la Coupe des clubs champions africains, l'ancêtre de la Ligue des champions.
Le Raja CA participe à cette compétition pour la 34e fois de son histoire et n'a jamais quitté l'élite du football marocain depuis la première édition de 1956-1957, un record national. L'équipe participe à cette édition après une déception au titre du championnat 1988-1989 en terminant en neuvième place.

### Phase aller
| Date         | Journées     | Adversaire                    | Lieu                                      | Résultat     | Buteurs                                 | Rapport |
| ------------ | ------------ | ----------------------------- | ----------------------------------------- | ------------ | --------------------------------------- | ------- |
| MATCHS ALLER | MATCHS ALLER | MATCHS ALLER                  | MATCHS ALLER                              | MATCHS ALLER | MATCHS ALLER                            | [ 8 ]   |
| 16/09/1989   | 1re journée  | Maghreb de Fès                | Stade Hassan-II, Fès                      | 3 - 1        | ? csc                                   |         |
| 30/09/1989   | 3e journée   | Fath Union Sport              | Stade Mohammed-V, Casablanca              | 1 - 1        | ?                                       |         |
| 08/10/1989   | 4e journée   | Renaissance sportive Settat   | Stade d'honneur, Settat                   | 2 - 2        | Salif Diagne (en) , Abderrahim Hamraoui |         |
| 11/10/1989   | 2e journée   | Kawkab de Marrakech           | Stade Mohammed-V, Casablanca              | 3 - 0        | Bouazza Ouldmou , Salif Diagne (en)     |         |
| 14/10/1989   | 5e journée   | Olympique de Casablanca       | Stade Mohammed-V, Casablanca              | 1 - 0        | ?                                       |         |
| 05/11/1989   | 7e journée   | Kénitra Athletic Club         | Stade Mohammed-V, Casablanca              | 1 - 1        | Mustapha Khalif                         |         |
| 12/11/1989   | 8e journée   | Hassania d'Agadir             | Stade Al Inbiâate, Agadir                 | 1 - 1        | Abderrahim Hamraoui                     |         |
| 15/11/1989   | 6e journée   | Difaâ d'El Jadida             | Stade Ahmed El-Abdi, El Jadida            | 1 - 2        | ? , ?                                   |         |
| 18/11/1989   | 9e journée   | Wydad de Fès                  | Stade Mohammed-V, Casablanca              | 0 - 0        | -                                       |         |
| 26/11/1989   | 10e journée  | Wydad Athletic Club           | Stade Mohammed-V, Casablanca              | 2 - 1        | Fathi Jamal 37e (pen.)                  |         |
| 23/12/1989   | 12e journée  | Forces Auxiliaires Benslimane | Stade municipal de Benslimane, Benslimane | 0 - 0        | -                                       |         |
| 30/12/1989   | 13e journée  | Ittihad de Tanger             | Stade Mohammed-V, Casablanca              | 0 - 0        | -                                       |         |
| 03/01/1990   | 11e journée  | AS FAR                        | Complexe Moulay Abdallah, Rabat           | 2 - 1        | Faouzi Kadmiri                          |         |
| 06/01/1990   | 14e journée  | Olympique Khouribga           | Complexe du Phosphate, Khouribga          | 2 - 2        | ? , ?                                   |         |
| 13/01/1990   | 15e journée  | Union de Sidi Kacem           | Stade Abdelkader-Allam, Sidi Kacem        | 0 - 0        | -                                       |         |

### Phase retour
| Date          | Journées      | Adversaire                    | Lieu                                | Résultat      | Buteurs                             | Rapport |
| ------------- | ------------- | ----------------------------- | ----------------------------------- | ------------- | ----------------------------------- | ------- |
| MATCHS RETOUR | MATCHS RETOUR | MATCHS RETOUR                 | MATCHS RETOUR                       | MATCHS RETOUR | MATCHS RETOUR                       | [ 9 ]   |
| 27/01/1990    | 16e journée   | Maghreb de Fès                | Stade Mohammed-V, Casablanca        | 0 - 1         | -                                   |         |
| 10/02/1990    | 17e journée   | Kawkab de Marrakech           | Stade El Harti, Marrakech           | 1 - 2         | ? , ?                               |         |
| 24/02/1990    | 18e journée   | Fath Union Sport              | Stade du FUS, Rabat                 | 1 - 0         | -                                   |         |
| 10/03/1990    | 19e journée   | Renaissance sportive Settat   | Stade Mohammed-V, Casablanca        | 1 - 0         | Rachid Jellab                       |         |
| 17/03/1990    | 20e journée   | Olympique de Casablanca       | Stade Mohammed-V, Casablanca        | 1 - 1         | ?                                   |         |
| 24/03/1990    | 21e journée   | Difaâ d'El Jadida             | Stade Mohammed-V, Casablanca        | 1 - 1         | ?                                   |         |
| 07/04/1990    | 22e journée   | Kénitra Athletic Club         | Stade municipal de Kénitra, Kénitra | 0 - 1         | ?                                   |         |
| 14/04/1990    | 23e journée   | Hassania d'Agadir             | Stade Mohammed-V, Casablanca        | 1 - 0         | Salif Diagne (en)                   |         |
| 29/04/1990    | 24e journée   | Wydad de Fès                  | Stade Hassan-II, Fès                | 1 - 0         | -                                   |         |
| 05/05/1990    | 25e journée   | Wydad Athletic Club           | Stade Mohammed-V, Casablanca        | 0 - 1         | -                                   |         |
| 15/05/1990    | 26e journée   | AS FAR                        | Stade Bachir, Mohammédia            | 2 - 0         | Fathi Jamal , Said Seddiki          |         |
| 02/06/1990    | 27e journée   | Forces Auxiliaires Benslimane | Stade Mohammed-V, Casablanca        | 2 - 0         | Mustapha Moustawdae , Mustapha Bark |         |
| 09/06/1990    | 28e journée   | Ittihad de Tanger             | Stade de Marchan, Tanger            | 3 - 1         | Abderrahim Hamraoui                 |         |
| 16/06/1990    | 29e journée   | Olympique Khouribga           | Stade Mohammed-V, Casablanca        | 3 - 2         | ? , ? , ?                           |         |
| 07/07/1990    | 30e journée   | Union de Sidi Kacem           | Stade Mohammed-V, Casablanca        | 3 - 2         | ? , ? , ?                           |         |

### Classement
| Rang | Équipe                              | Pts | J  | G  | N  | P  | Bp | Bc | Diff |
| ---- | ----------------------------------- | --- | -- | -- | -- | -- | -- | -- | ---- |
| 1    | Wydad AC                            | 72  | 30 | 15 | 12 | 3  | 45 | 21 | +24  |
| 2    | Ittihad Riadhi de Tanger            | 66  | 30 | 12 | 12 | 6  | 33 | 22 | +11  |
| 3    | Kawkab de Marrakech                 | 65  | 30 | 11 | 13 | 6  | 30 | 21 | +9   |
| 4    | Olympique Club de Khouribga         | 63  | 30 | 10 | 13 | 7  | 35 | 29 | +6   |
| 5    | Raja CA                             | 63  | 30 | 11 | 11 | 8  | 34 | 29 | +5   |
| 6    | Renaissance de Settat P             | 62  | 30 | 10 | 12 | 8  | 26 | 21 | +5   |
| 7    | FAR de Rabat T                      | 61  | 30 | 9  | 13 | 8  | 25 | 20 | +5   |
| 8    | KAC de Kénitra                      | 59  | 30 | 7  | 15 | 8  | 22 | 21 | +1   |
| 9    | Difaâ d'El Jadida                   | 59  | 30 | 8  | 13 | 9  | 25 | 31 | -6   |
| 10   | Union de Sidi Kacem                 | 59  | 30 | 7  | 15 | 8  | 30 | 40 | -10  |
| 11   | Olympique de Casablanca CdT         | 58  | 30 | 7  | 14 | 9  | 21 | 20 | +1   |
| 12   | Hassania d'Agadir                   | 57  | 30 | 7  | 13 | 10 | 21 | 24 | -3   |
| 13   | Maghreb de Fès V                    | 57  | 30 | 9  | 9  | 12 | 20 | 29 | -9   |
| 14   | FUS de Rabat                        | 56  | 30 | 5  | 16 | 9  | 17 | 25 | -8   |
| 15   | Wydad de Fès P ↓                    | 56  | 30 | 4  | 18 | 8  | 14 | 23 | -9   |
| 16   | Forces Auxiliaires de Ben Slimane ↓ | 47  | 30 | 3  | 11 | 16 | 15 | 37 | -22  |

Qualifications africaines
- Coupe des clubs champions africains 1991
- Relégation en Championnat du Maroc de football D2

Abréviations
T : Tenant du titre

V : Vice-champion

CdT : Vainqueur de la Coupe du Trône 1989-1990

P : Promus de Championnat du Maroc de football D2

L'ancien barème de points: 3 points pour une victoire, 2 points pour un nul et 1 point pour une défaite.

## Coupe du trône
La Coupe du trône 1989-1990 est la 34e édition de la Coupe du Trône de football sous l'égide de la Fédération royale marocaine de football. C'est une compétition à élimination directe, organisée annuellement et ouverte aux clubs amateurs et professionnels affiliés à la FRMF. Le vainqueur de la Coupe s'offre une place en Coupe d'Afrique des vainqueurs de coupe, s'il n'est pas déjà qualifié pour la Coupe des clubs champions.
Le Raja CA totalise alors 3 titres dans cette compétition, dont le dernier a été remporté en 1982 sous la houlette de Mohamed Tibari.
| Date       | Tour                     | Adversaire | Lieu                         | Score | Buteurs                       |
| ---------- | ------------------------ | ---------- | ---------------------------- | ----- | ----------------------------- |
| 18/11/1990 | 1/16e de finale          | Wydad AC   | Stade Mohammed-V, Casablanca | 2-2   | Mustapha Bark , Sarrah Mensah |
| 21/11/1990 | 1/16e de finale (rejoué) | Wydad AC   | Stade Mohammed-V, Casablanca | 1-0   | Fadel Jilal csc               |
| 02/12/1990 | 1/8e de finale           | Fath US    | Stade Mohammed-V, Casablanca | 1-0   | Rachid Jellab                 |
| 10/12/1990 | 1/4 de finale            | AS FAR     | Stade Mohammed-V, Casablanca | 4-0   | -                             |

## Coupe des clubs champions africains 1989
La Coupe des clubs champions africains 1989 est la 25e édition de la plus prestigieuse des compétitions africaines interclubs, la Coupe des clubs champions africains (Ligue des champions de la CAF actuellement). Le Raja CA participe à cette compétition pour la 1re fois de son histoire en tant que champion du Maroc. Exempté du tour préliminaire, les Verts débutent la compétition en battant l'ASC Jeanne d'Arc au premier tour (score cumulé: 2-1). Après avoir battu le JAC Port-Gentil du Gabon (1-1), l'Inter Club du Congo (2-1) et le Tonnerre Yaoundé du Cameroun (4-2), le Raja accède à se première finale continentale.
Le 15 décembre 1989, les Aigles de Rabah Saâdane remportent la compétition en s’imposant en finale face aux algériens du Mouloudia d'Oran aux tirs au but après un score cumulé de 1-1. Le Raja réussit donc à remporter cette compétition dès sa première participation.
| Date       | Tour                    | Adversaire           | Lieu                                            | Score | Buteurs                              |
| ---------- | ----------------------- | -------------------- | ----------------------------------------------- | ----- | ------------------------------------ |
| 08/03/1989 | 1/16 de finale - Aller  | ASC Jeanne d'Arc     | Stade Mohamed V, Casablanca                     | 2-0   | Bouazza Ouldmou 46e, Fathi Jamal 90e |
| 22/03/1989 | 1/16 de finale - Retour | ASC Jeanne d'Arc     | Stade Léopold Sédar Senghor, Dakar              | 1-0   | -                                    |
| 09/05/1989 | 1/8 de finale - Aller   | JAC Port-Gentil (en) | Stade Mohamed V, Casablanca                     | 0-0   | -                                    |
| 22/05/1989 | 1/8 de finale - Retour  | JAC Port-Gentil (en) | Stade Pierre Claver Divounguy (en), Port-gentil | 1-1   | Said Seddiki                         |
| 08/09/1989 | 1/4 de finale - Aller   | Inter Club           | Stade Mohamed V, Casablanca                     | 2-0   | Said Seddiki pen, Fathi Jamal        |
| 22/09/1989 | 1/4 de finale - Retour  | Inter Club           | Stade D'Ornano, Brazzaville                     | 1-0   | -                                    |
| 22/10/1989 | Demi-finale - Aller     | Tonnerre Yaoundé     | Stade Mohamed V, Casablanca                     | 2-0   | Bouazza Ouldmou                      |
| 05/11/1989 | Demi-finale - Retour    | Tonnerre Yaoundé     | Stade Ahmadou-Ahidjo, Yaoundé                   | 2-2   | Salif Diagne (en)                    |

### Finale
| Entraîneur :  |
| Rabah Saâdane |

| Entraîneur :  |
| Rabah Saâdane |

| Entraîneur :  |
| Rabah Saâdane |

| Entraîneur :  |
| Rabah Saâdane |

## Coupe des clubs champions africains 1990
La Coupe des clubs champions africains 1989 est la 26e édition de la plus prestigieuse des compétitions africaines interclubs, la Coupe des clubs champions africains (Ligue des champions de la CAF actuellement). Le Raja CA participe à cette compétition pour la 2e fois de son histoire en tant que tenant du titre.
Après avoir disposé des libériens du Mighty Barrolle au premier tour, le Raja fait face aux camerounais du Racing Club Bafoussam. Du fait de la participation de nombreux joueurs de ce dernier à la Coupe du monde 1990 avec la sélection camerounaise, le Raja accepte que la rencontre soit reportée. Après la fin de cette compétition, la CAF programme le match aller pour le 25 juillet, date qui ne correspondant pas au calendrier du club qui refuse d'aller au Cameroun. Le Raja est alors disqualifié et les camerounais accèdent au tour suivant.
| Date       | Tour                    | Adversaire      | Lieu                        | Score   | Buteurs                       |
| ---------- | ----------------------- | --------------- | --------------------------- | ------- | ----------------------------- |
| 08/03/1990 | 1/16 de finale - Aller  | Mighty Barrolle | Stade Mohamed V, Casablanca | 2-0     | Bouazza Ouldmou , Fathi Jamal |
| 22/03/1990 | 1/16 de finale - Retour | Mighty Barrolle | Monrovia                    | 2-1     | Rachid Jellab                 |
| -          | 1/8 de finale - Aller   | RC Bafoussam    | forfait                     | forfait | forfait                       |
| -          | 1/8 de finale - Retour  | RC Bafoussam    | forfait                     | forfait | forfait                       |

## Statistiques collectives
| Compétition                              | Résultat        | Matchs joués | Gagnés | Nuls | Perdus | Buts pour | Buts contre | Différence |
| ---------------------------------------- | --------------- | ------------ | ------ | ---- | ------ | --------- | ----------- | ---------- |
| Botola                                   | 5e              | 30           | 11     | 11   | 8      | 34        | 29          | +5         |
| Coupe du Trône                           | Quart de finale | 4            | 2      | 1    | 1      | 4         | 6           | -2         |
| Coupe des clubs champions africains 1989 | Vainqueur       | 10           | 4      | 3    | 3      | 10        | 6           | +4         |
| Coupe des clubs champions africains 1990 | 8e de finale    | 2            | 1      | 0    | 1      | 2         | 1           | 1          |
| Total                                    | Total           | 46           | 18     | 15   | 13     | 50        | 42          | +8         |

## Meilleurs buteurs
| Rang | Joueur              | Botola | Coupe du trône | Ligue des Champions | Total |
| ---- | ------------------- | ------ | -------------- | ------------------- | ----- |
| 1    | Bouazza Ouldmou     | 3      | 0              | 4                   | 7     |
| 2    | Salif Diagne (en)   | 4      | 0              | 3                   | 7     |
| 3    | Fathi Jamal         | 4      | 0              | 3                   | 7     |
| 4    | Rachid Jellab       | 5      | 1              | 1                   | 7     |
| 5    | Abderrahim Hamraoui | 5      | 0              | 0                   | 5     |
| 6    | Said Seddiki        | 2      | 0              | 2                   | 4     |